# Laboratori artistici Nicoli

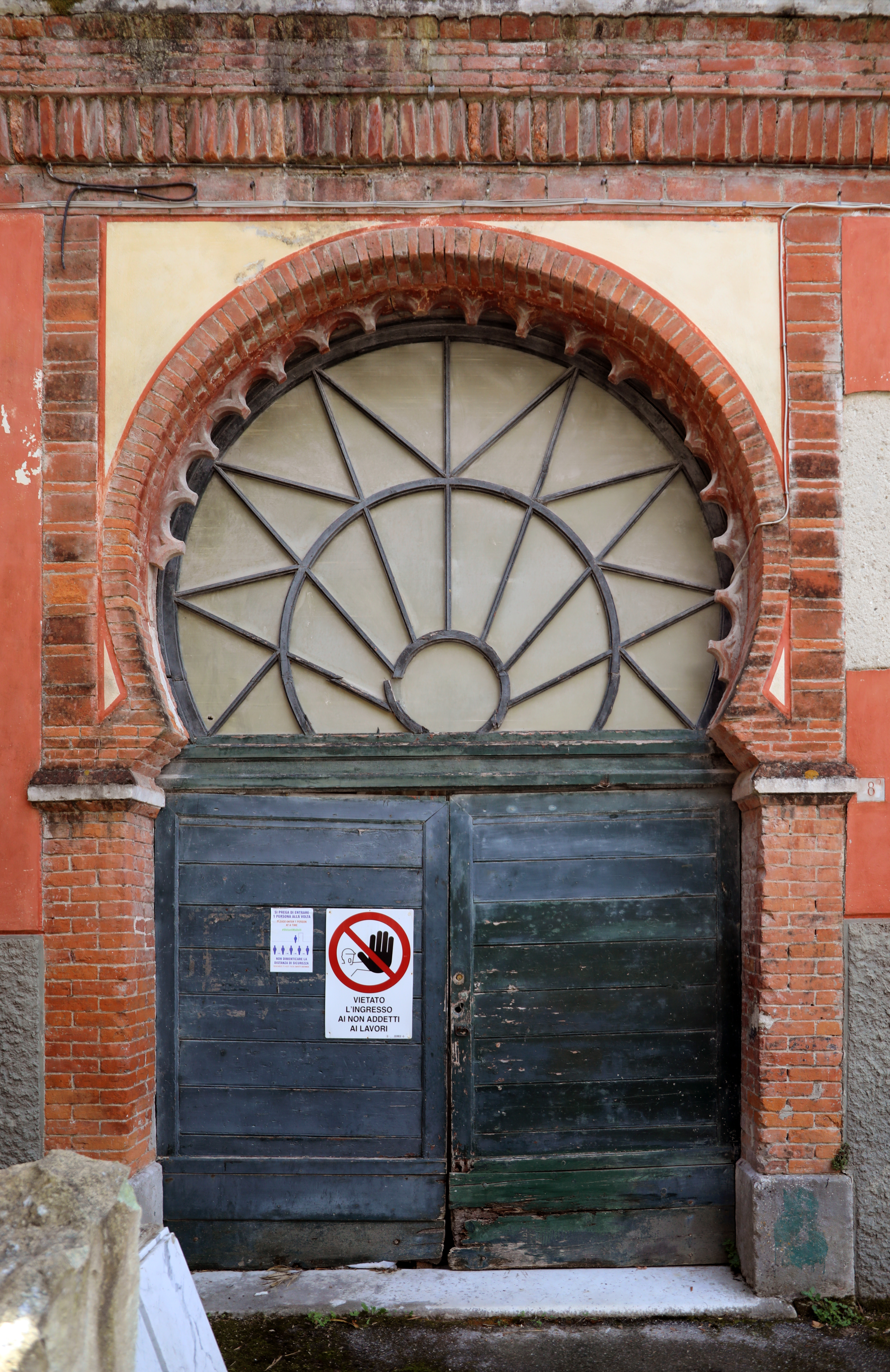
Portale moresco degli Studi d'arte Nicoli

I laboratori artistici Nicoli (anche chiamati studi Nicoli), sono studi di scultura fondati a Carrara da Carlo Nicoli nel 1863. Nel 2000 gli studi Nicoli hanno ricevuto il titolo di Sito Messaggero di una Cultura di Pace da parte dell'UNESCO.

## Gli inizi
Gli studi Nicoli vennero inseriti nel registro della Camera di Commercio di Carrara nell'anno 1863, con il nome di Ditta Prof. Comm. Carlo Nicoli. Egli, a seguito degli studi all'Accademia di belle arti di Carrara e il Pensionato di scultura di Firenze, assunse come propria ditta individuale l'attività che svolgeva in precedenza con il padre Tito, ornatista che possedeva un proprio laboratorio. 
Nel 1878 Carlo si trasferì in piazza XXVI aprile (zona poco urbanizzata ad est della città di Carrara), dove sono ancora situati sia il laboratorio che l'abitazione, progettati dall'architetto Giuseppe Perugi.
Nel 1880 il laboratorio venne inserito nella guida Carrara e le sue Ville di Carlo Lazzoni, dove viene menzionato tra gli studi di scultura più noti della città. Questa fama è dovuta grazie anche al ruolo delle maestranze che permisero al laboratorio di affermarsi non solo in Italia ma anche in Spagna, Francia, Russia, Messico, Brasile, Inghilterra, Polonia e Australia. Infatti Carlo Nicoli aveva assunto alle proprie dipendenze operai specializzati nella lavorazione artistica del marmo.
Lo scultore Giovanni Duprè collaborò con gli studi, scolpendo nella città di Carrara il monumento funebre del Camposanto di Pisa. In seguito si rivolsero agli studi per realizzare opere di grandi dimensioni, scultori tra cui Carlo Fontana, Francesco Jerace, Ettore Ximenes ed Eugenio Baroni.
Carlo Nicoli oltre a essere un imprenditore portò avanti la sua attività di scultore sia nella sua città natale sia all'estero. A Carrara creò il[[Monumento a Garibaldi (Carrara)|monumento dedicato a Giuseppe Garibaldi]], a Napoli diciotto statue per la Galleria Umberto I e a Roma la Madonna del rosario (situata nella Biblioteca apostolica vaticana). All'estero si trovano sue opere sia negli Stati Uniti d'America che in America Latina, in particolare un ritratto di Garibaldi per Montevideo e un Monumento all'Indipendenza del Brasile. Inoltre ottenne commissioni per l'Inghilterra: un ritratto del primo ministro britannico Sir William Gladstone e uno della regina Vittoria.
Nel 1887 Carlo Nicoli ricevette il titolo di cavaliere dell'Ordine di Carlo III e nel 1882 quello di Commendatore dell'Ordine della Regina Isabella. 
Carlo Nicoli morì nel 1915.

## Il '900

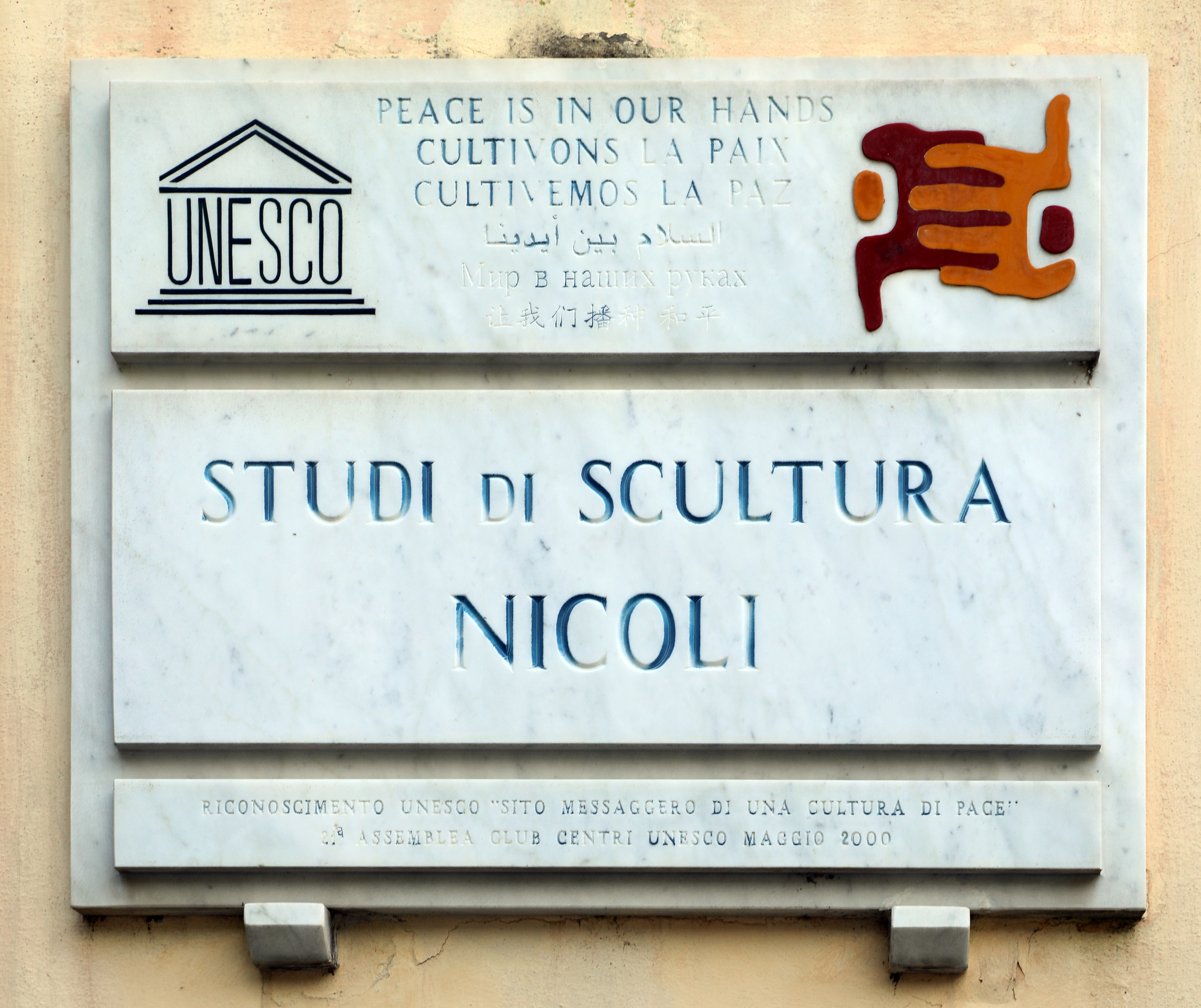
Lapide

Dopo la morte di Carlo la conduzione degli studi passò al figlio Gino Nicoli, imprenditore, scultore e professore onorario presso l'accademia di belle arti di Carrara. A differenza del padre Gino, non riuscì a portare il proprio nome all'estero ma seguì con le maestranze le commissioni degli scultori e spesso curò le installazioni delle loro opere in loco.
In questo periodo negli Studi Nicoli si nota un'evoluzione stilistica, dovuta al passaggio da soggetti celebrativi e naturalistici di fine Ottocento a quelli movimentati del periodo simbolista, Art Nouveau e Jugendstil. Il principale rappresentante di questo passaggio fu Leonardo Bistolfi che si rivolse a Gino Nicoli per la produzione in marmo, tra cui il monumento a Giosuè Carducci a Bologna e la decorazione scultorea del Palacio de Bellas Artes a Città del Messico. 
Gino Nicoli morì nel 1928 e gli studi Nicoli passarono nelle mani del nipote del fondatore, Ruggero Nicoli. A differenza dei due predecessori Ruggero non praticò mai l'attività artistica ma ampliò l'impianto industriale dell'azienda e la squadra degli operai che passarono a trenta.
Enrico Prampolini, cugino del Nicoli, introdusse negli studi le prime avvisaglie delle future sperimentazioni dell'arte dell'avanguardia.
Negli anni trenta molti artisti tra cui Mario Sironi, Arturo Martini e Fausto Melotti frequentarono gli studi. Gli artisti portarono avanti, attraverso la propria arte individuale, studi e analisi che segnarono il conflitto tra la generazione di avanguardia e il periodo precedente. Portarono anche a un cambiamento nella lavorazione artistica del marmo, per esempio Martini impose alle maestranze di usare lo scalpello sul lavoro lucidato. 
Nel 1934 Ruggero Nicoli presentò la prima Mostra Celebrativa del Marmo di Carrara.
Nel dopoguerra arrivò agli studi Carlo Sergio Signori che realizzò il monumento ai fratelli Rosselli a Bagnoles-de-l'Orne e il Messaggero nella città di Carrara. 
A seguito della morte di Ruggero, la ditta fu in grado di proseguire la sua attività grazie all'istituzione di una società tra la vedova di Ruggero, Franca Nicoli e Carlo Andrei (primo sindaco di Carrara nell'immediato dopoguerra). La società ha preso il nome di S.I.C.M.A.S (Società Industria Commercio Marmi Architettura Scultura).
Presso gli studi sono nate opere astratte di artisti come Bruno Giorgi (scultore) che ha realizzato opere per la capitale del Brasile.
Negli anni seguenti la produzione di architettura e ornato è passata in secondo piano, mentre agli inizi era una parte fondamentale dell'economia dell'azienda. 
Nel 1998 la società ha preso il nome di Nicoli & Lyndam sculture S.r.l e ha visto affiancarsi le due figlie, Francesca e Carola, all'unico amministratore Carlo Nicoli.
I reali del Belgio, Paola Ruffo di Calabria e Alberto II del Belgio, hanno fatto visita agli studi Nicoli.

## Il nuovo millennio
Il nuovo millennio vede i laboratori artistici Nicoli insigniti del titolo di Sito Messaggero di una Cultura di Pace da parte dell'UNESCO.